# 모레톤파

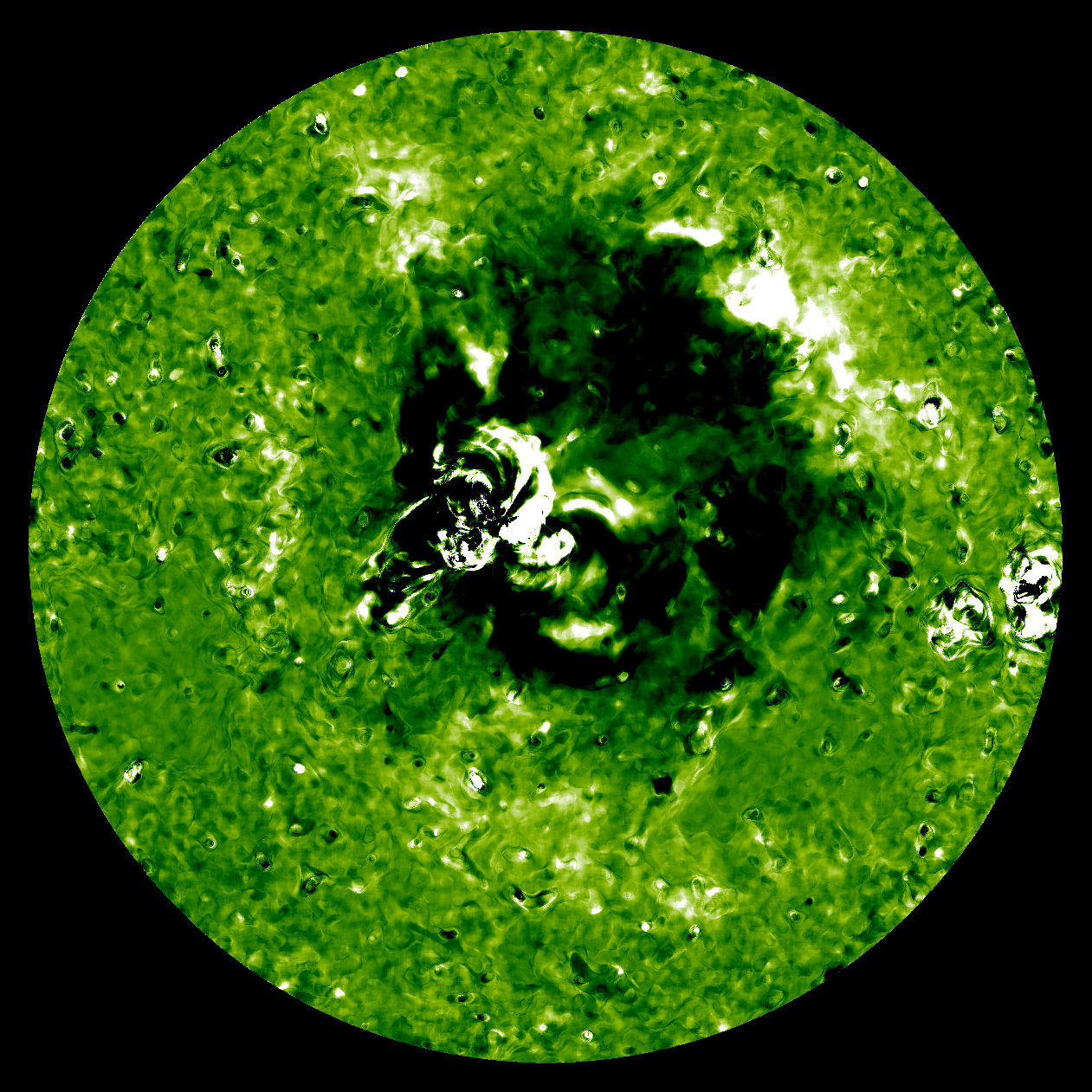
태양 쓰나미

모레톤파(Moreton波)는 태양의 채층 위에서 발생하는 일종의 충격파이다. 태양의 쓰나미로 기술되며 태양플레어에 의해 발생한다. 처음으로 존재를 알린 미국 천문학자 가일 모어튼의 이름을 따서 명명되었다. 모레톤파는 500~1500km/s의 속도로 전파되며 코로나 자기유체역학적 고속 모드의 약한 충격파가 채층과 교차하는 곳에서 발생한다. 모레톤파는 H-알파띠에서 주로 관측된다.

## 같이 보기
- 성진학
- 중량파
- 일진학
- 태양홍염
- 스피큘
- 천이영역